# 神舟7号
神舟7号（Shenzhou 7、中国語:神舟七號）は、中華人民共和国の3番目の有人宇宙飛行ミッションである。このミッションでは、翟志剛（てき・しごう）と劉伯明により宇宙遊泳が行われ、中国有人宇宙飛行計画のプロジェクト921が第二段階に入ったことを示した。
3人の乗組員を乗せた神舟は、長征2号Fによって、2008年9月25日21時10分（CST）に酒泉衛星発射センターから打ち上げられた。ミッションは3日間続き、2008年9月28日17時37分（CST）に内モンゴル自治区中央の四子王旗に安全に着陸した。中国は、ソビエト連邦、アメリカ合衆国に次ぐ、3カ国目の宇宙遊泳成功国となった。

## 乗組員
神舟7号の乗組員は、2008年9月17日に公表された。
- 機長 - 翟志剛 (1)
- 軌道モジュール[8] - 劉伯明 (1)
- 降下モジュール[8] - 景海鵬 (1)

### バックアップ
- 機長 - 陳全
- 軌道モジュール[9] - 費俊龍
- 降下モジュール[9] - 聶海勝

バックアップの乗組員の中では、陳全のみ、宇宙飛行の経験があった。

## ミッションハイライト
長征2号によって、神舟7号はまず、200km×300kmと軌道傾斜角が42.4度の楕円軌道に打ち上げられた。7時間後、宇宙船は高度を上げ、330km×336kmの円に近い軌道に移った。さらに3日後の9月28日8時48分に軌道を離れ、9時37分（UTC）に、北緯42.278°、東経111.355°の地点に着陸した。
多くの外国の首脳が、いくつかの初成功を含む中国の成功を祝福した。神舟7号は、宇宙財団の2009年度宇宙業績賞を受賞した。

### 中国初の3人ミッション
神舟7号は、3人の宇宙飛行士を数日間宇宙へ運び、全ての任務を完了した中国で初めてのミッションである。合計で6人の宇宙飛行士が訓練され、3人が乗り組み、他の3人はバックアップを務めた。

### 中国初の宇宙遊泳
9月27日、中国製の宇宙服「飛天」を着た翟志剛は22分間の宇宙遊泳を行い、宇宙遊泳を行った初の中国人となった。翟志剛は16時43分、頭を先にして軌道モジュールを離れ、軌道モジュールの周囲を漂って実験用のサンプルを集め、宇宙に中華人民共和国の国旗をはためかせた。翟志剛は17時に軌道モジュールに戻った。宇宙遊泳の際にはケーブルで繋がれていたため、行動ルートは宇宙船の出口周辺に限られた。ロシア製の宇宙服「海英」を着た劉伯明は、緊急の場合に備えて軌道モジュールのエアーロックの場所で待機していた。劉伯明も8時58分（UTC）から宇宙遊泳を行い、翟志剛に国旗を手渡した。その頃、景海鵬は帰還モジュールに留まり、宇宙船の状況を観測していた。9時（UTC）までに、2人とも宇宙船に戻り、ハッチは閉じられた。この宇宙遊泳の様子は、2台のパノラマカメラによって撮影され、中国メディアに生中継された。
中国が開発した宇宙服である飛天は、ロシアの海英と似た形、大きさに作られ、酸素の供給やゴミの排出が可能で、7時間の宇宙遊泳に耐えられるように設計されている。中国のメディアによると、耐火性、耐放射性を備えた素材は、いくつかの中国の民間企業と国立研究所が製造したという。宇宙服には1着当たり3000万人民元の費用がかかったと言われている。飛天の手袋を除き、宇宙服は地球に持ち帰られなかった。
宇宙遊泳の開始時にコントロールセンターで火災報知機が鳴ったが、誤報であった。

### 固体潤滑剤試験
ミッションの間、固体潤滑剤の曝露試験が行われた。本ほどのサイズの装置が軌道モジュールの外壁に取りつけられ、40時間以上宇宙空間に晒された後、宇宙遊泳の際に回収された。この実験は、将来の宇宙施設で機械を動かすための潤滑剤を研究する目的で行われた。

### 小型衛星の放出
9月27日19時24分、翟志剛が宇宙船に戻った後、小型衛星「伴星」が放出された。衛星は一辺40cmの立方体型で、40kgの重量であった。推進デバイスと解像度150メガピクセルの2つのステレオカメラを備えていた。この衛星の目的は、小型衛星の技術を確かめること、宇宙船の様子を観測すること、ランデブーに用いられる接近技術を試験すること等だった。
小型衛星は宇宙船の近くで写真やビデオを撮影し、その後、宇宙船から100kmから200kmまで離れた。帰還モジュールが宇宙船を離れ、大気圏再突入すると、衛星は液体アンモニアエンジンを用いて軌道上の宇宙船に追いつき、宇宙線の周りの周回を続けた。小型衛星はその後、約3ヶ月間働き続けた。

### データ中継衛星
中国は、2008年4月25日に西昌衛星発射センターから長征3号で初のデータ中継衛星天鏈1号を打ち上げた。天鏈1号は神舟7号と地上との交信の高速化に用いられ、大量のデータを地上に中継した。天鏈1号単独では神舟7号の軌道の50%をカバーできるだけだったが、遠望型衛星追跡艦と地上の中継局で12%をカバーし、合計でミッションの60%以上をカバーすることができた。

## ミッションの支援と準備

### 下位組織
神舟7号は7つの下部組織から構成されている。中国人民解放軍が発射、帰還、乗組員、追跡の下部組織を管轄し、中国航天科技集団公司が運搬ロケットと宇宙船を、中国科学院が軌道上での実験を管轄した。

### プール
直径23m、深さ10mの円柱形のトレーニングプールが、中国宇宙飛行士トレーニングセンターに設置され、宇宙の無重力状態を再現するのに用いられた。宇宙遊泳の訓練には、神舟の軌道モジュールのモデルが使われた。

### 運搬ロケットの改良
神舟5号のミッションで打ち上げ120秒後に機体が激しく振動した問題に対する解決策が特に注目を集めた。神舟5号の宇宙飛行士である楊利偉は、この振動が耐えがたいものだったと語っている。神舟6号のミッションの際には正確な測定がなされたが、神舟7号では運搬ロケットに新たな管が取り付けられ、その他にも30個以上の部品が取り付けられた。

### 宇宙船の改良
軌道モジュールが改良され、宇宙遊泳のために太陽電池が取り外された。同じ理由から、以前の神舟と異なり、乗組員が帰還モジュールに乗り込んで宇宙船から離れた後は宇宙に留まらないことになった。また、宇宙遊泳の際に宇宙飛行士が掴まって実験エリアに移動できるように、軌道モジュールの外壁に手すりが取り付けられた。
また、神舟6号と比べて多くのカメラが取り付けられ、軌道モジュールや帰還モジュールも撮影できるようになった。

### 新しい衛星追跡艦
2隻の新しい遠望型衛星追跡艦である遠望5号と遠望6号が、神舟7号のミッションで大きな役割を果たした。

### トイレ
特注の小型折り畳み式トイレによって、宇宙飛行士の尿を回収し、浄化して飲み水として再利用できるようになった。

### プロジェクト管理
神舟6号のプロジェクト管理チームの多くが留任した。

## 論議

### 誤報
2008年9月25日、新華社のウェブサイトに、2日後に起こるはずの出来事が誤った情報として掲載され、いくつかのニュースで報じられた。この記事では、まだ行われていない打ち上げについて詳細に報じ、追跡の仕組み、追跡船を使ったデータ転送、宇宙の乗組員との会話等についても解説されていた。この記事は同日中に取り下げられ、AP通信の問い合わせに対して、新華社のネット担当者は、「技術者の技術的ミスである」と回答した。

### 国際宇宙ステーション近傍の通過
アメリカ戦略軍によると、2008年9月27日3時7分（GMT）、神舟7号は国際宇宙ステーションから45kmの場所を通過した。なぜ宇宙船が国際宇宙ステーションからこんなに近くを通過できたのかという質問に対して、中国は何も答えていない。国際評価戦略センター（IASC）のシニアフェローであるリチャード・フィッシャーは、ウォールストリート・ジャーナルの中で見解を述べている。IASCはメディアと長期安全問題に関するシンクタンクで、アメリカ合衆国の安全保障政策に影響力を持っている。彼は、「中国は1999年以来、全ての神舟の飛行を記録して軍民で利用している。」と述べ、中国は宇宙ステーションの近傍を通過した機会を、軍事衛星傍受技術の試験に用いたのだろうと推測している。